# Neilton
Neilton és una concentració de població designada pel cens dels Estats Units a l'estat de Washington. Segons el cens del 2000 tenia 345 habitants.

## Demografia
Segons el cens del 2000, Neilton tenia 345 habitants, 128 habitatges, i 96 famílies. La densitat de població era de 13,8 habitants per km².
Dels 128 habitatges en un 40,6% hi vivien nens de menys de 18 anys, en un 64,8% hi vivien parelles casades, en un 4,7% dones solteres, i en un 25% no eren unitats familiars. En el 19,5% dels habitatges hi vivien persones soles el 8,6% de les quals corresponia a persones de 65 anys o més que vivien soles. El nombre mitjà de persones vivint en cada habitatge era de 2,7 i el nombre mitjà de persones que vivien en cada família era de 3,06.
Per edats la població es repartia de la següent manera: un 29% tenia menys de 18 anys, un 6,7% entre 18 i 24, un 25,2% entre 25 i 44, un 27,2% de 45 a 60 i un 11,9% 65 anys o més.
L'edat mediana era de 38 anys. Per cada 100 dones de 18 o més anys hi havia 100,8 homes.
La renda mediana per habitatge era de 35.250 $ i la renda mediana per família de 44.375 $. Els homes tenien una renda mediana de 30.781 $ mentre que les dones 26.250 $. La renda per capita de la població era de 15.856 $. Aproximadament el 5,6% de les famílies i el 8% de la població estaven per davall del llindar de pobresa.

## Poblacions més properes
El següent diagrama mostra les poblacions més properes.